# Alenka Eržen Šuštaršič
Alenka Eržen Šuštaršič, slovenska kiparka, *21. januar 1926, Krško, †21. februar 2005, Ljubljana.
Leta 1951 je diplomirala na Akademiji za likovno umetnost,  smer kiparstvo, pri prof. Zdenku Kalinu, kiparsko specialko pa je zaključila leta 1952 pri prof. Frančišku Smerduju. V času študija je prejela študentsko Prešernovo nagrado za portret Vide Mastnak roj. Zarnik.
Zgodaj je bila prepoznana po psihološko izraznih portretih in ekspresivno izraženih reliefih.
Bila je članica skupine 53. V njenem opusu je več ciklusov: figure – akti, ciklus dreves, arhitekturnih elementov, ciklus modularnih lesenih skulptur, ciklus Oboževalke Mozarta. 
Ob kiparstvu se je ukvarjala tudi s slikarstvom. V 60-ih letih je ustvarila manjši cikel psihološko poglobljenih portretov v olju. Kasneje se je slikarsko izražala predvsem v mešani tehniki na papirju.
Edini javni spomenik, za katerega je dobila naročilo, je spomenik ljudskemu pevcu Francu Ledru Lesičjaku, ki stoji v Globasnici na Koroškem.